# Rheinische Creditbank

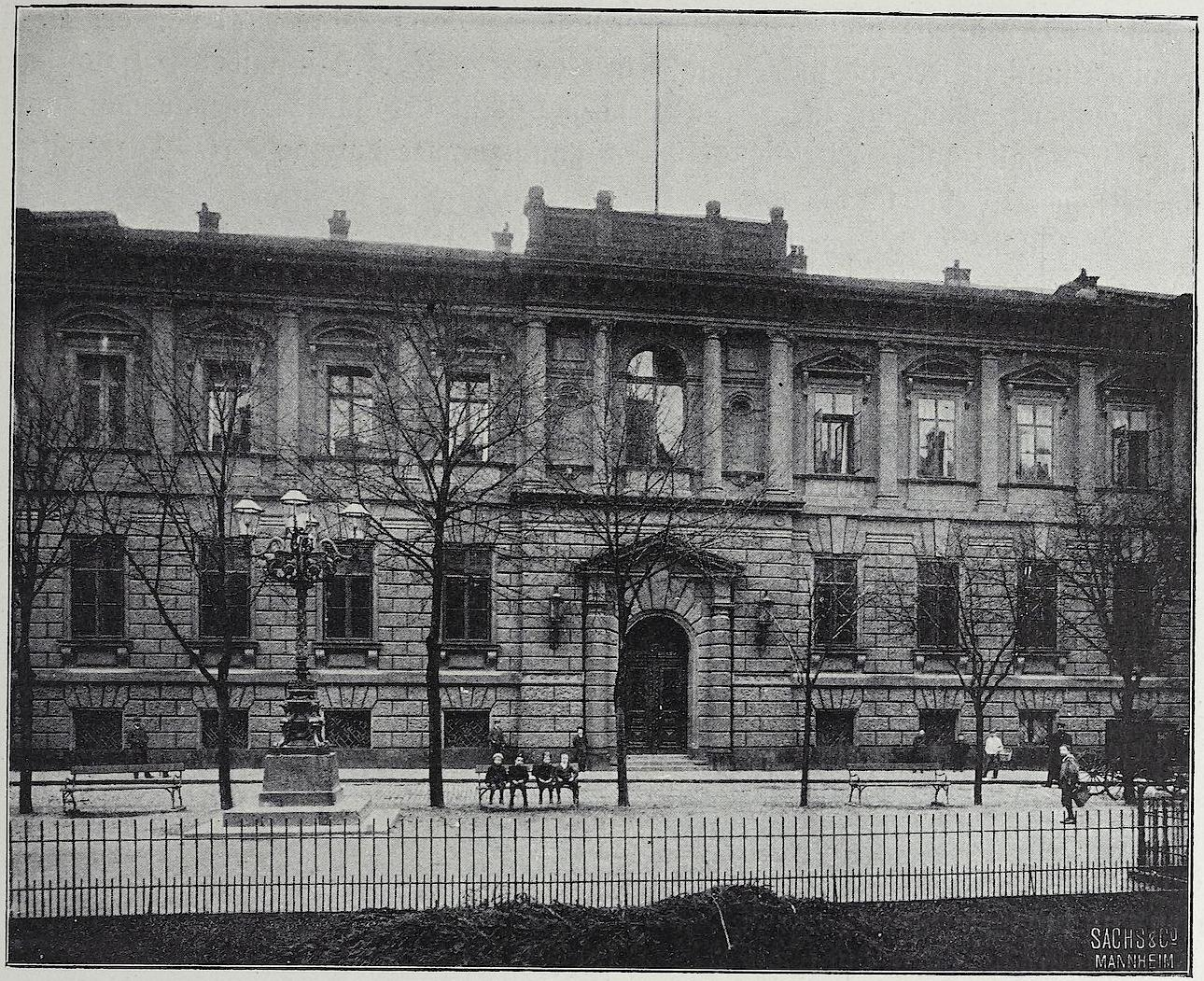
Hauptverwaltung am Schillerplatz

Die Rheinische Creditbank mit Sitz in Mannheim wurde 1870 gegründet und war bis zur 1929 vollzogenen Fusion mit der Deutschen Bank die größte Bank im Land Baden.

## Geschichte
Die Rheinische Creditbank wurde im Jahre 1870 unter anderem durch Kilian Steiner und Friedrich Reiß als Aktiengesellschaft gegründet und war die erste Großbank im Land Baden. Ihre Aufgabe bestand darin, größere Kreditsummen für die Neueinrichtung von Industriebetrieben zur Verfügung zu stellen. Am 15. Juni 1870 fand in Mannheim die erste Generalversammlung statt und die Gesellschaft wurde am 22. Juli 1870 mit einem Grundkapital von 18 Millionen Mark, von denen 6 Millionen eingezahlt wurden, in das Handelsregister eingetragen. 1871 wurde in B4 ein Geschäftsgebäude anstelle eines 1730 erbauten Barockpalais errichtet. Die Bank errichtete kurz darauf Filialen in den badischen Großstädten Freiburg, Konstanz, Karlsruhe und 1874 nach Übernahme eines insolventen Privatbankhauses auch in Heidelberg.
Erst ab 1897 begann die rasche Expansion der Bank in Baden, im Elsass und in der damals bayerischen Pfalz. Die Rheinische Creditbank übernahm 1898 die Kaiserslauterer Bank in Kaiserslautern. Im darauffolgenden Jahr wurden gleich mehrere Privatbanken in Bretten, Lahr, Offenburg und Straßburg übernommen. Im Jahre 1901 folgte die Übernahme der Mannheimer Bank in Mannheim.
Am 17. November 1904 kam es zur Fusion der Rheinischen Creditbank mit der Oberrheinischen Bank in Mannheim, die damals in Baden und im Elsass insgesamt acht Filialen besaß. Durch diese Fusion erhöhte sich das Grundkapital der Rheinischen Bank von 50 auf 70 Millionen Mark.
Als das Reichsland Elsaß-Lothringen im Jahr 1919 erneut an Frankreich angegliedert wurde, musste die Rheinische Creditbank ihre Filialen im Elsass verkaufen. Mit dem eingenommenen Verkaufserlös wurden Filialen in Bretten, Kehl und Mühlacker eingerichtet sowie kleinere Privatbanken und Kreditgenossenschaften in Achern, Bühl, Ettlingen, Gernsbach, Karlsruhe-Mühlburg, Mannheim (Bankhaus H. L. Hohenemser & Söhne) und Überlingen (Vorschussverein eG) übernommen.
In den folgenden Jahren ging die Expansion der Rheinischen Bank unvermindert weiter und erreichte 1921 mit der Übernahme der Pfälzischen Bank in Ludwigshafen ihren Höhepunkt. Die Pfälzische Bank besaß ein ausgedehntes Filialnetz in Bayern, in der bayerischen Pfalz und im südlichen Hessen, wodurch sich das Filialnetz der Rheinischen Creditbank verdoppelte.
Im Jahre 1929 schlossen sich die Deutsche Bank, die Disconto-Gesellschaft, die Rheinische Creditbank und der Schaaffhausen’sche Bankverein zur Deutschen und Disconto-Bank (DeDi-Bank) zusammen, die sich ab 1937 nur noch Deutsche Bank nannte.

## Sitz

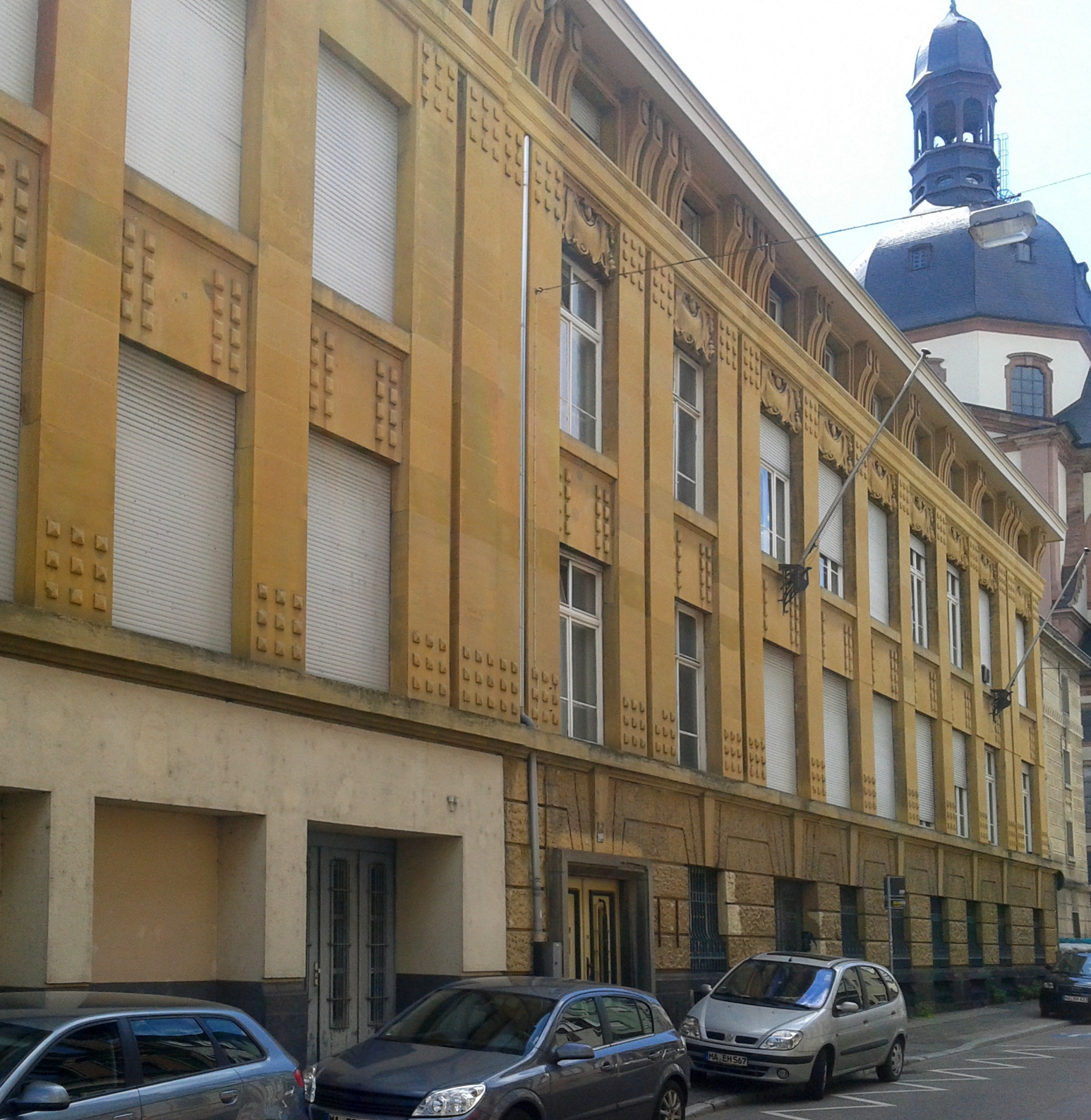
Vom Gebäude der Bank in B4 blieb nur der rückwärtige Tresor- und Bürobau erhalten. Er wird heute von den Reiss-Engelhorn-Museen genutzt

Die Hauptverwaltung der Rheinischen Creditbank wurde 1871 von den Architekten Carl Jonas Mylius und Alfred Friedrich Bluntschli im Stil der italienischen Hochrenaissance am Schillerplatz erbaut. Der Innenausbau wurde ebenfalls in Formen der Neorenaissance ausgeführt, vor allem Treppenhaus, Schalterhalle, Direktions- und Sitzungszimmer. Die Baukosten betrugen 835.000 Mark. Der Bau wurde 1902 und 1905 durch Friedrich Albert Speer rückwärtig erweitert. Dabei wurde die Schalterhalle erweitert, neue Büros und eine Schalterhalle eingerichtet. Beide Erweiterungen kosteten 560.000 Mark zuzüglich 80.000 Mark für die Tresoranlage. Die Fassaden zum Schillerplatz sowie die der rückwärtigen Erweiterung waren aus gelbem Metzer Stein über einem Sockel aus Basalt ausgeführt.
Der Bau zum Schillerplatz ist nicht erhalten, der rückwärtige Teil ist erhalten und wird heute vom Reiss-Engelhorn-Museum genutzt.

## Direktion (Vorstand)
Mitglieder der Direktion der Rheinischen Creditbank waren von der Gründung 1870 bis zur Fusion 1929:
- Carl Funck (Bankier) (1870–1897),
- Carl Eckhard (1870–1882),
- Louis Mayer (1871–1874),
- Wilhelm Brandes (1874–1876),
- Wilhelm Zeiler (1873–1910),
- Richard Brosien (1897–1913),
- Laurent Bögel (1898–1910),
- Isidor Haas (1898–1910),
- Otto Riedel (1905–1906),
- Otto Grunert (1907–1911),
- Carl Jahr (1910–1929),
- Fritz Nierhoff (1910–1923),
- Hans Vogelgesang (1910–1923),
- Josef Schayer (1911–1921),
- August Reiser (1911–1924) und
- Ludwig Janzer (1912–1928)